# Pablo Antonio Vega Mantilla
Pablo Antonio Vega Mantilla (* 17. August 1919 in Nagarote, Departement León, Nicaragua; † 14. November 2007) war Bischof von Juigalpa im Departement Chontales in Nicaragua.

## Leben
Vega Mantilla empfing am 26. Mai 1945 das Sakrament der Priesterweihe. 1970 wurde er von Papst Paul VI. zum Prälaten der Territorialprälatur Juigalpa ernannt. 1973 folgte die Ernennung zum Titularbischof von Bononia. Die Bischofsweihe am 6. Mai 1973 spendete ihm Kardinal Lorenzo Antonetti und die Mitkonsekratoren Erzbischof Luis Chávez y González und Erzbischof Román Arrieta Villalobos.
Er war von 1993 bis 1995 Vorsitzender der Bischofskonferenz Nicaraguas.
1993 gab Papst Johannes Paul II. seinem Rücktrittsgesuch statt. Sein Nachfolger wurde der Deutsche Bernhard Hombach, später Erzbischof von Granada in Nicaragua.